# Тоа-Мару №2
Тоа-Мару № 2 (Toa Maru No. 2) — транспортне судно, яке під час Другої світової війни взяло участь у операціях японських збройних сил проти атола Мідвей, на Маршаллових та Соломонових островах.

## Передвоєнна історія
Судно під назвою Тоа-Мару спорудили в 1939 році на верфі Kawaminami Kogyo на замовлення компанії Kokusai Kisen, але ще до завершення будівництва права на нього викупила Osaka Shosen.
Остання поставила Тоа-Мару на лінію Японія — Західна Африка, проте вже в липні 1940-го Британія закрила підконтрольні їй африканські порти.
18 серпня 1941-го судно реквізували для потреб Імперського флоту Японії.

## Перші воєнні рейси
З 24 грудня 1941 по січень 1942 судно на верфі Kawasaki Jukogyo в Кобе пройшло модернізацію під військові потреби. При цьому його перейменували в Тоа-Мару № 2, щоб відрізняти від танкера Тоа-Мару.
Далі протягом січня — травня 1942 судно відвідало Токуяму, Куре, Давао (південне узбережжя філіппінського острова Мінданао), Палау (важливий транспортний хаб у західній частині Каролінських островів), Йокогаму, Йокосуку, Сайпан та Гуам (Маріанські острови), Трук (східні Каролінські острови).

## Битва при Мідвеї
19—25 травня 1942-го Тоа-Мару № 2 перейшло з Куре на Сайпан, де збирався загін транспортів для доставки десанту на атолі Мідвей. 28 травня з Сайпану вийшов загін із 13 транспортів, котрі, зокрема мали на борту два батальйони морської піхоти та загін будівництва аеродромів.
3 червня конвой став ціллю для бомбардувальників В-17 «Літаюча фортеця», а пізніше його атакували торпедами літаючі човни PBY «Каталіна». Два транспорти дістали пошкодження, проте Тоа-Мару № 2 не постраждало.
6 червня через поразку авіаносного з'єднання висадку на Мідвеї скасували. 13 червня Тоа-Мару № 2 прибуло на Трук (тут ще до війни створили потужну базу ВМФ, з якої до лютого 1944-го провадились операції в ряді архіпелагів).

## Рейси у червні— листопаді 1942
20—23 червня 1942 судно перейшло до Кавієнгу на острові Нова Ірландія — другої за значення бази в архіпелазі Бісмарка. 3—5 липня воно здійснило зворотний перехід, після чого вирушило з Труку до Японії.
26 липня Тоа-Мару № 2 вирушило до Нідерландської Ост-Індії, де відвідало Сурабаю на острові Ява (перебувало в цьому порту з 5 по 8 серпня), Купанг на острові Тимор (з 10 по 13 серпня), Амбон на Молуккських островах (з 15 по 19 серпня).
З Амбону судно вийшло до Мікронезії та 25 серпня вчергове прибуло на Трук. Далі воно вирушило до Маршаллових островів, де відвідало атоли Мілі, Джалуїт, Джабат, Кваджелейн. 7—14 вересня Тоа-Мару № 2 здійснило перехід з Кваджелейну до Йокосуки.
Побувавши у ряді японських портів (Йокогама, Ніїгама, Осака, Муцуре), Тоа-Мару № 2 в першій декаді жовтні перейшло до Такао (наразі Гаосюн на Тайвані), звідки знову вирушило до Індонезії, де з 16 жовтня по 21 листопада відвідало Кендарі, Помалаа та Менадо на острові Целебес, після чого відплило до Осаки.

## Рейс на Соломонові острови
Наприкінці першої декади грудня 1942-го Тоа-Мару № 2 прийняло на борт 19-й морський будівельний загін, будівельні матеріали та припаси, котрі планувалось доправити на Соломонові острови до Мунда на острові Нова Джорджія. 11 грудня воно вийшло з Японії разом зі ще одним транспортом Ноширо-Мару, а 22 грудня прибуло до Рабаулу — головної передової бази у архіпелазі Бісмарка, з якої провадились операції на Соломонових островах та сході Нової Гвінеї.
21 січня 1943-го Тоа-Мару № 2 та Ноширо-Мару під охороною есмінця Ошіо вирушили з Рабаулу до Коломбангари (острів біля західного завершення Нової Джорджії), маючи на борту другий ешелон 19-го морського будівельного загону. Наступної доби вони досягли якірної стоянки Шортленд (прикрита островами Шортленд акваторія біля південного завершення острова Бугенвіль), а 23 січня рушили далі на схід під охороною торпедного човна Хійодорі та мисливця за підводними човнами CH-23. Того ж дня вони прибули на Коломбангару, де вивантажили доправлений персонал. 24 січня Тоа-Мару № 2 перейшло назад до стоянки Шортленд, а 26 січня повернулось до Рабаулу.
28 січня 1943-го Тоа-Мару № 2 разом із торпедним човном Хійодорі, мисливцем за підводними човнами CH-23 та мінним загороджувачем Камоме вийшло на схід. На цей раз судно мало доправити у Вілу на Коломбангарі 107 військовослужбовців, два легкі танки Тип 95 «Ха-Го», мотоцикли, амуніцію та вантаж цементу. Під час переходу 29—30 січня прикриття з повітря забезпечували гідролітаки-винищувачі з бази Попоранга (облаштована на згаданій раніше якірній стоянці Шортленд) та винищувачі з аеродрому Мунда. У другій половині дня 30 січня конвой (на той час вже без Камоме, який попрямував на острів Бугенвіль) в кількох кілометрах на південь від острова Велья-Лавелья (найзахідніший у групи островів Нова Джорджія) атакували 12 пікірувальних бомбардувальників SBD «Донтлес» та 8 винищувачів F4F «Вайлдкет», які піднялись з Гуадалканалу. У наступному бою були збиті 3 японські та 4 американські літаки, проте нападникам вдалось поцілити Тоа-Мару № 2 двома бомбами, загинули 1 член екіпажу та 2 військовослужбовці. О 22:50 після невдалих зусиль зупинити приплив води судно було полишене. Після цього воно дрейфувало ще три дні, допоки не було винесене на берег поблизу острова Гізо (півтора десятка кілометрів на захід від Коломбангари).